# 約瑟夫酋長水壩
約瑟夫酋長水壩（英語：Chief Joseph Dam）是一座位在美國華盛頓州橋港市哥倫比亞河上游2.4公里處的水壩，該座水壩離哥倫比亞河河口的奧勒岡州城市阿斯托利亞相距877公里，壩體類型是混凝土重力壩。並且目前是由美國陸軍工兵隊進行水壩以及控制中心的管理與維護，而水壩之下的發電廠所生產的電力再由管理單位出售給博納維爾能源管理局。

## 沿革
約瑟夫酋長水壩最早的興建計畫中包含水壩與發電廠被定名為福斯特溪水壩，是在1946年的河川與港口法案（英語：River and Harbor Act）中所授權核准興建的。1948年，為了紀念印地安人部落，內茲珀斯的酋長山雷在晚年時流亡於科爾維爾的印第安人保留地，因此，水壩興建案改名為約瑟夫酋長水壩。然而，約瑟夫酋長水壩並沒有魚梯的設計，這使得該座水壩完全阻斷了哥倫比亞河生態系統中，鮭魚向上游迴游的路線。
水壩主體工程於1949年正式動工，1955年時完成主壩壩體與發電廠進水口構造。第一部發電機組於1958年完成裝設。另外11部發電機組於1973年至1979年之間安裝完成，1979年後發電機組的裝置容量到達2,620 MW，使得約瑟夫酋長水壩成為美國第二大水力發電生產設施。

## 類型

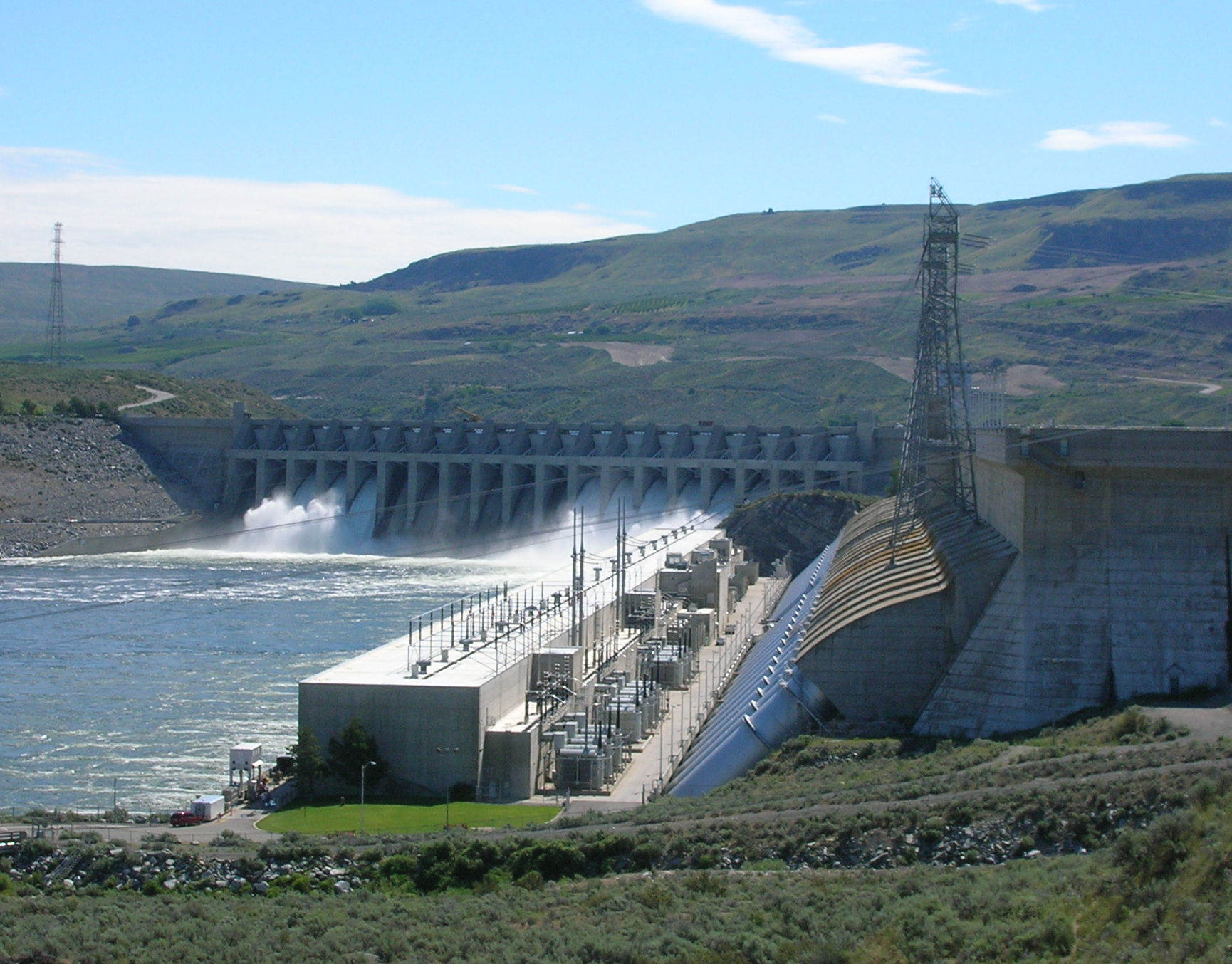
約瑟夫酋長水壩發電廠廠房

約瑟夫酋長水壩為一種典型的大型川流式發電水壩，因此這意味著約瑟夫酋長水壩上游的庫容並不能蓄留大量的水。從上游大古力水壩，所洩流的河水會向下奔流至約瑟夫酋長水壩，而約瑟夫酋長水壩發電後所洩流的河水，會以大致相同的流速進入到下游的韋爾斯水壩。在約瑟夫酋長水壩發電廠房中擁有27部水輪發電機組，因此，也使得發電廠內有高達6,030立方每秒（213,000立方英尺每秒）的水壓負荷。
由於該水壩先天的川流式設計，因此當哥倫比亞河大量的河水流入約瑟夫酋長水壩的上游，並且已超過發電廠所需的發電水量時，水壩的排洪道閘門會立刻開啟，以排除過量的河水。然而，因為歌倫比亞河年均流量僅3,058立方每秒（107,992立方英尺每秒），因此，為了排除過多的河水或因不發電讓水流走而將排洪閘門開啟的狀況相當罕見。

## 水庫
水壩上游，河面抬升所形成水庫被命名為魯弗斯·伍茲湖，並且庫區向上游淹沒共延伸了82（51英里）長。布里奇波特國家公園便毗鄰在魯弗斯·伍茲湖以及水壩旁。

## 資料來源
1. 1 2  Clean Energy Action Project.  (PDF).   [2015-01-05]. （原始内容 (PDF)存档于2015-01-05）.
2. ↑  . CARMA.   [2016-02-07]. （原始内容存档于2016-03-03） （英语）.
3. ↑  Chief Joseph Dam （页面存档备份，存于）, US Army Corps of Engineers

## 外部連結
- . . United States Geological Survey.